# 皇家北岸醫院
皇家北岸醫院（英語：Royal North Shore Hospital）位於澳大利亞悉尼下北岸聖倫納茲的一所公立醫院，亦是悉尼大學屬下的教學醫院，共提供600多個床位。據Newsweek2023年世界醫院排行榜，皇家北岸醫院位列全澳大利亞第三佳醫院。

## 外部連結

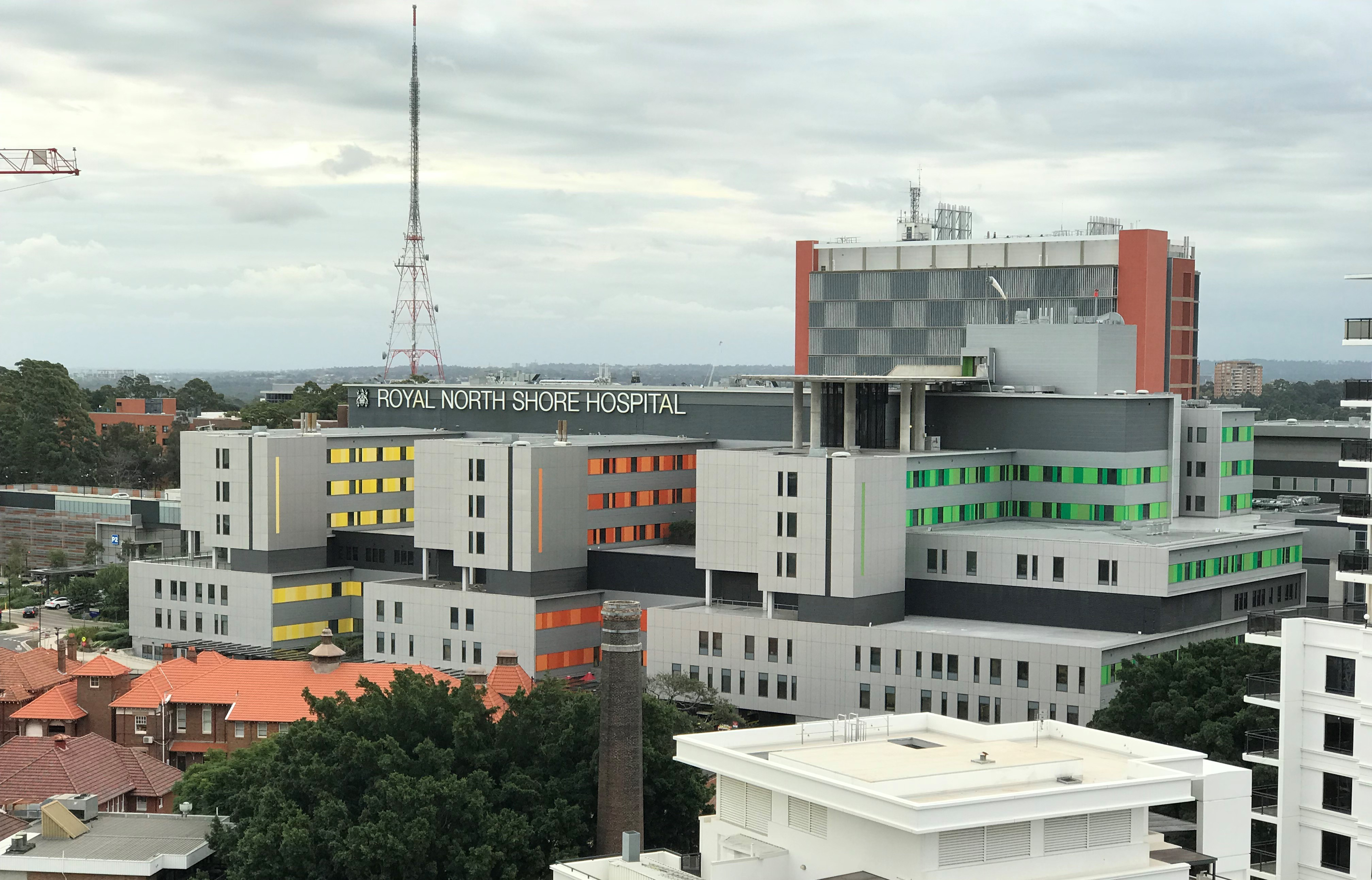
2019年4月攝

- Royal North Shore Hospital Resident Medical Officer Association (RNSH RMOA) website （页面存档备份，存于）
- Royal North Shore Department of Anaesthesia （页面存档备份，存于）
- Report of the Legislative Council Inquiry （页面存档备份，存于）